# Luis Gavala y Latorre
Juan Gavala y Laborde (Lebrija, província de Sevilla, 6 de juliol de 1885 - Madrid, 8 de desembre de 1977) fou un enginyer de mines espanyol, acadèmic de la Reial Acadèmia de Ciències Exactes, Físiques i Naturals

## Biografia
De molt jove es traslladà amb la seva família a El Puerto de Santa María. Es doctorà en Enginyeria de Mines. El 1917 va dirigir les obres de reparació quan el trencament de la conducció d'aigües de Tempul va arrasar el pont de La Florida, deixant desabastida Jerez de la Frontera, per la qual cosa aquesta ciutat el va fer Fill Predilecte i va donar el seu nom a l'antic carrer de Naranjos.
Va ser director de l'Institut Geològic i Miner d'Espanya entre els anys 1954-1955 i director General de Mines i Combustibles. El 1958 fou escollit acadèmic de la Reial Acadèmia de Ciències Exactes, Físiques i Naturals, ingressant el 1960 amb el discurs El anclaje de las masas continentales. També fou membre l'Institut d'Estudis Gaditans.
Fou condecorat com a cavaller de l'Orde de Carles III i posseïa la gran creu del Mèrit Agrícola, la gran creu de l'Orde del Mèrit Civil, la gran creu de l'Orde d'Alfons X el Savi i la gran creu de l'Orde de Cisneros. Afeccionat en la malacologia, va reunir una gran col·lecció de petxines d'unes 600 espècies recollides a les costes de la província de Cadis. Va publicar diversos estudis sobre les regions petrolíferes com a treballs relatius a l'enllumenament i aprofitament d'aigües.

## Obres
- Regiones petrolíferas de Andalucía 1917
- Descripción geográfica y geológica de la Serranía de Grazalema. Boletín Instituto Geológico y Minero de España.Tomo XXXIX. Madrid, 1918.
- Mapa geológico de la provincia de Cádiz, 1924
- Mapa geográfico de la provincia de Cádiz
- Cádiz y su Bahía en el transcurso de los tiempos geológicos 1927
- Los filones argentíferos de Hiendelaencina. Memorias del Instituto Geográfico Español Madrid, 1944
- El anclaje de la masas continentales. Discurso de ingreso Real Academia de Ciencias Exactas, Físicas y Naturales.Madrid, 1960.
- La geología, la gran impulsora del progreso. Discurso inaugural año Académico 1968-1969. Real Academia de Ciencias Exactas, Físicas y Naturales. Madrid, 1968.
- Origen de las islas gaditanas. Instituto de Estudios Gaditanos. Cádiz, 1971.
- La geología de la costa y Bahía de Cádiz y el poema "Oda Marítima" de Avieno (Ed. Instituto Geológico y Minero de España. Madrid, 1959). Reedició facsímil per la Diputació de Càdis el 1992.
- Geología del Estrecho de Gibraltar
- Yacimientos de molibdeno en las provincias de Granada y Almería
- Nota sobre los criaderos de hierro del Sahara español
- Actividades de la Empresa Nacional Adaro.